# Serianthes petitiana
Serianthes petitiana là một loài loài thực vật họ Đậu (Fabaceae).
Loài này chỉ có ở New Caledonia.